# Gabriella Di Laccio
Gabriella Di Laccio és una soprano brasilera. Actua en el gènere opera seria del barroc, i en el repertori clàssic i romàntic inicial. La seva carrera abasta òpera, oratori i música de cambra.
El 4 de març 2013 se li va concedir l'Acta Clàssica de l'any 2012 en els premis Latin-UK patrocinats per Air Europa d'Espanya. L'11 de novembre de 2016 llança del seu primer disc en solitari, Bravura amb àriesde virtuosisme i peces instrumentals de l'època barroca. El 2018 fou proposada a la llista 100 Women BBC.

## Carrera
Di Laccio va néixer a Brasil i té les nacionalitats italiana i brasilera. Va començar la seva carrera de cant sota la direcció de la soprano brasilera Neyde Thomas i es va graduar amb honors en la Universitat de Música i Belles Arts de Paraná, Brasil. Mentre era estudiant es va unir a la Companyia de Teatre d'Òpera Guaira i va fer el seu debut professional com Barbarina a Les noces de Fígaro. El seu èxit inicial va continuar quan li van oferir un lloc com soprano solista en la gira de concerts del grup Camerata Antiqua de Curitiba amb el qual realitza gires a través del seu país d'origen durant molts anys com a solista. Di Laccio va continuar la seva educació al Royal College of Music de Londres, on va obtenir diplomes de post grau en representació d'òpera i com a especialista en música antiga.
Els seus papers d'òpera han estat Adina (L'elisir d'amore), Gilda (Rigoletto), Cleopatra (Giulio Cesare), Adele (Die Fledermaus), Despina (Così fan tutte), Zerlina (Don Giovanni), Susanna (Les noces de Fígaro), Semele (Händel), Musetta (La bohème) entre d'altres. Entre les produccions d'òpera barroca hi ha Platée de Rameau a la Sala de Concerts d'Atenes, L'Orfeo de Monteverdi i Dido and Aeneas de Purcell amb el Festival Anglès de Bach a Londres. Com a intèrpret del repertori barroc ha cantat amb l'Amaryllis Consort, Il Festino, Concerto Instrumentale, Di Profundis, l'Orquestra Barroca de Mercosur i el grup barroc Florilegium.
Di Laccio és fundadora i presidenta de Bravo Brazil, una institució benèfica per recolzar l'educació musical gratuïta i per ajudar els nens al seu país natal.

## Premis
- 2001: Premi Fundació Acadèmica Araucaria (Brasil)
- 2001: Premi Peter Pears, Royal College of Music
- 2002: Premi Richard III de Concert Singers, Royal College of Music
- 2012: Acte clàssic de l'any, premi Air Europa Lukas